# 2Baba
Innocent Ujah Idibia, plus connu sous le nom de 2Baba, est un chanteur, auteur-compositeur, producteur de disques, entrepreneur et philanthrope nigérian, né le 18 septembre 1975 à Abaji. Remarqué pour son registre vocal, la profondeur de ses paroles et sa longévité, il est largement considéré comme l'un des plus grands musiciens nigérians de tous les temps. Son premier album solo Face2Face (avec le tube "African Queen") a marqué le début d'une nouvelle vague de sensibilisation et de respect pour la musique nigériane parmi les Africains du continent et de la diaspora. Avant juillet 2014, il portait le nom de scène 2face Idibia 2Baba est le premier gagnant de la catégorie MTV EMA Best African Act en 2005, et est l'un des musiciens nigérians les plus récompensés de l'histoire. En 2019, 2Baba, en collaboration avec d'autres artistes bien connus comme Cohbams Asuquo et Timi Dakolo, a sorti une chanson pour la sensibilisation aux droits des enfants. Il faisait partie d'un groupe de garçons appelé Plantashun Boiz, sous la production de God father,.

## Biographie
Innocent Ujah Idibia est né à Jos. Il est issu du groupe ethnique Idoma dans le sud de l'État de Benue, dans le centre du Nigeria. Il a fréquenté l'école secondaire Mount Saint Gabriel's à Makurdi, dans l'État de Benue. Tuface s'est inscrit à l'Institute of Management & Technology, Enugu (IMT), où il a suivi un cours préliminaire de diplôme national en administration et gestion des affaires. Pendant ses études à l'IMT, Idibia se produit lors de spectacles et de fêtes organisés par l'école, ainsi que dans d'autres écoles régionales telles que l'Université du Nigeria et l'Université d'État des sciences et de la technologie d'Enugu. Il a finalement abandonné l'école pour se consacrer à sa carrière musicale. Pendant ses études à l'IMT, 2face Idibia a commencé à composer et à chanter des jingles au GB Fan Club à Enugu State Broadcasting Services (ESBS) en 1996.  Toujours en 1996, il adopte le nom de scène "2Face" (Tuface). Il a cité la raison suivante : " essayer de délimiter ma vie personnelle de ma vie professionnelle". En 2016, il a officiellement changé son nom de Tuface à 2Baba,,,.

### Plantashun Boiz
Il s'installe à Lagos et commence à se produire avec un autre chanteur de Bénoué, Blackface Naija. Il a rencontré Blackface pendant ses études secondaires. Avec Blackface (Ahmedu Augustine Obiabo) et le musicien Faze (Chibuzor Orji), il a formé le groupe en trio appelé Plantashun Boiz. Plantashun Boiz a sorti deux albums à succès : Body and Soul (2000) et Sold Out (2003) sous le label de Nelson Brown (Dove Records) avant de se dissoudre en 2004. Les relations ont été entachées pendant de nombreuses années au cours desquelles le groupe s'est séparé et ses membres ont entamé des carrières en solo. Longtemps après la rupture connue sous le nom de " bœuf Faze vs Tuface ", le groupe s'est reformé en 2007 dans le but d'enregistrer un troisième et dernier album intitulé Plan B (2007). À de nombreuses reprises, BlackFace a affirmé que 2Baba interprétait des chansons coécrites par les deux et ne lui reversait pas les revenus. Après une longue bataille juridique et médiatique, l'affaire a finalement été réglée à l'amiable,,.

## Carrière solo
Après la dissolution de Plantashun Boyz en 2004, tous les membres du groupe ont cherché à mener des carrières musicales séparées. 2Baba a sorti son premier album solo Face 2 Face (2004), qui a été classé par de nombreuses publications comme le meilleur premier album nigérian du XXIe siècle par un artiste solo. L'album a produit des tubes comme "Nfana Ibaga", "Ole", et "African Queen" (qui a été présenté comme l'un des plus grands tubes à venir d'Afrique et a servi de bande sonore au film hollywoodien Phat Girlz de 2006). Après la sortie de son premier album, il a sorti son deuxième album Grass 2 Grace en 2006, qui contenait des tubes comme "One Love", "True Love", "4 Instance". 2Baba a sorti un album expérimental en 2009 intitulé The Unstoppable qui comprend le single "Enter the Place". Des problèmes de distribution de l'album en 2007 ont entraîné un décalage de la date de sortie de l'album de 2008 à début 2009. En 2010, 2Baba a sorti une "édition internationale" du même album avec le titre The Unstoppable International Edition faisant de lui le premier artiste nigérian à avoir un album international au prix approprié 2face a sorti deux autres singles de la version internationale de son album The Unstoppable. L'édition internationale de l'album a remporté deux prix aux SoundCity Music Video Awards 2010. 2Baba a également remporté les Channel O Music Video Awards, le prix du meilleur western africain et les MTV Africa Music Awards pour le meilleur homme et l'artiste de l'année. Après avoir quitté le label Kennis Music après la sortie de son deuxième album solo, il a créé son propre label, Hypertek Digital. Il fait partie du Sony All African One8 Project aux côtés de sept autres musiciens à travers l'Afrique, enregistrant un single avec R. Kelly et Prince Lee intitulé "Hands Across the World",,,,.

## Contrat d'endossement
2Baba, en août 2016, est devenu le premier ambassadeur africain de la liqueur alcoolisée italienne Campari. En 2005, il a été nommé ambassadeur de la bière Guinness. Il est également l'ambassadeur de marque de l'Agence nationale pour l'administration et le contrôle des aliments et des médicaments. En 2010, 2Baba a signé un contrat d'endossement avec Airtel Nigeria. Lorsque son contrat avec Airtel a expiré, il a signé un nouveau contrat d'endossement avec Globacom telecommunication en mai 2019. 2Baba a été nommé ambassadeur de la marque Pazino Homes and Gardens, une société immobilière, en juillet 2019. Tuface aux côtés de Wizkid a été choisi comme visage de la saison artistique Hennessy en 2014. En 2019, 2Baba est devenu le premier et officiel ambassadeur de la marque Oraimo. 2Baba a signé un contrat d'endossement avec la marque immobilière, pazino homes and garden puisqu'il en est désormais l'ambassadeur de marque,,,.

## Concert hommage FORTYfied All-Star
Le FORTYfied All-Star Tribute Concert, stylisé comme #FORTYfied, était un concert hommage de toutes les stars organisé par 2Baba pour célébrer son 40e anniversaire et son influence dans la musique du Nigeria. Animé par Basketmouth, le concert sponsorisé par STAR Lager Beer s'est tenu le 20 septembre 2015 au centre de convention de l'Eko Hotel and Suites. [Le concert a été suivi par des dignitaires et a comporté des performances de musiciens notables, notamment Wizkid, Burna Boy, Timaya (ig), D'banj, Sound Sultan, Patoranking, Vector tha Viper, Wande Coal et Seyi Shay. Il est également propriétaire des concertistes Buckwyld et Breathless,,,.

## Vie personnelle et mariage
2Baba est marié à l'actrice primée, productrice de films, mannequin et entrepreneuse en série nigériane Annie Idibia (née Macauley). Le 2 mai 2012, 2Baba et Annie Macaulay se sont mariés à Lagos, au Nigeria, lors d'une cérémonie privée. Une cérémonie civile a également eu lieu à Dubaï, aux Émirats arabes unis, le 23 mars 2013, avec une forte présence de célébrités. Le couple de célébrités est parent de deux filles : Olivia Idibia et Isabella Idibia. Alors qu'il était en couple avec sa petite amie devenue sa femme Annie Macaulay-Idibia, 2Baba a eu deux enfants avec Sumbo Ajala et trois avec Pero Adeniyi. 2face a un total de sept enfants. 2Baba a survécu à des événements proches de la mort, notamment à des coups de feu lors d'un vol à main armée près d'Oshodi, à Lagos,,,.

## Philanthropie
2Baba a créé une ONG appelée la 2Baba Foundation, dont la devise est "service à l'humanité". Anciennement connue sous le nom de 2Face Reachout Foundation, et éventuellement de 2Face Foundation, la fondation a subi un changement de nom en septembre 2016, et est désormais connue sous le nom de 2Baba Foundation. Le travail de la fondation est centré sur la construction de la nation, la coexistence pacifique et la responsabilité dans la gouvernance,.
En 2009, 2Baba a été nommé ambassadeur par l'Agence nationale pour l'administration et le contrôle des aliments et des médicaments (NAFDAC). Il a sorti la chanson "Man Unkind" pour sensibiliser à la menace des faux produits alimentaires et pharmaceutiques de qualité inférieure au Nigeria. En 2009, Idibia a reçu le prestigieux Sommet international des jeunes ambassadeurs de la paix et le Nigeria Youth Merit Award par le Conseil national de la jeunesse du Nigeria en reconnaissance de ses contributions au développement de la jeunesse au Nigeria,,.
En janvier 2017, 2Baba a annoncé un partenariat avec le Haut Commissariat des Nations unies pour les réfugiés (HCR). Il a fait un don initial de plus de 11 000 dollars au HCR pour les personnes déplacées et les rapatriés. En juin 2017, il a publié une chanson dédiée à la sensibilisation aux personnes déplacées intitulée Hold My Hand pour marquer la Journée mondiale des réfugiés, et a promis 60 % des recettes de la chanson à la cause des personnes déplacées. Il a également collaboré avec d'autres ONG comme la Croix-Rouge nigériane, Enough is Enough (EiE) (campagne du Bureau du citoyen), la Fondation Youngstars et le National Democratic Institute (pour la campagne Vote Not Fight). 2baba a inauguré mardi un studio de musique de plusieurs millions de Naira et en a fait don à l'Université Obafemi Awolowo. Le 23 juin 2020, Idibia a été nommé nouvel ambassadeur régional de bonne volonté du Haut Commissariat des Nations unies pour les réfugiés (HCR), il est le premier Nigérian à recevoir ce type de nomination du HCR,.

## Croisade sociale et activisme
Au fil des ans, 2Baba a prêté sa voix aux opprimés en utilisant son statut de célébrité pour sensibiliser aux problèmes de gouvernance dans son pays et en Afrique en général. En avril 2021, il a critiqué le Centre nigérian de contrôle des maladies (NCDC) pour avoir frustré les voyageurs en percevant une taxe obligatoire (environ N50 000 - cinquante mille nairas) pour le test d'arrivée COVID-19 sur le portail du NCDC et le portail ne fournissant pas les codes QR nécessaires pour ce test. De nombreux voyageurs ont été bloqués à cause de cela,,.

## Controverses
Tuface a été mêlé à de nombreuses controverses tout au long de sa carrière. En 2004, la sortie de Tuface du groupe Plantashun Boiz a conduit à la séparation du groupe, provoquant une querelle avec ses anciens camarades de groupe qui l'ont rendu responsable de la dissolution. Tuface et son ancien camarade de groupe Faze se sont échangé des reproches dans divers morceaux de leurs albums solo respectifs.
La chanson à succès "African Queen" est devenue un sujet de controverse entre Tuface, sa maison de disques Kennis Music et l'ancien membre du groupe Blackface, qui a publiquement accusé Tuface de lui avoir volé la chanson, alléguant qu'il avait écrit la chanson alors qu'ils étaient encore un groupe. Kennis Music a finalement accepté de donner à Blackface les crédits d'écriture pour la chanson, et a également accepté de lui payer des loyautés sur les recettes de la chanson,.
Le 25 janvier 2017, Tuface a fait une annonce via son handle Instagram qu'il mènerait une protestation à l'échelle nationale le 5 février 2017 ; la protestation était contre les politiques mises en œuvre par l'administration de Muhammadu Buhari. Afin de mettre fin à la manifestation, l'administration, par l'intermédiaire du commissaire de police de l'État de Lagos, Fatai Owoseni, a publié une déclaration selon laquelle la manifestation était interdite dans l'État, affirmant que des voyous la détourneraient et l'utiliseraient pour causer des ravages, la déclaration a été rejetée et ignorée publiquement pourquoi la publicité de la manifestation a continué sur les médias sociaux.
Le 4 février 2017, Tuface a publié une vidéo indiquant qu'il annulait la manifestation pour des raisons de sécurité, mais des rumeurs ont circulé sur les médias sociaux selon lesquelles l'administration, par l'intermédiaire du DSS, l'avait arrêté plus tôt dans la journée et avait fait pression sur lui pour qu'il annule la manifestation tant attendue,,,.

## Discographie

### Albums
- 2004: Face 2 Face
- 2006: Grass 2 Grace
- 2009: The Unstoppable
- 2010: The Unstoppable International Edition
- 2012: Away & Beyond[41]
- 2014: The Ascension[42]
- 2020: Warriors

## Récompenses
2Baba a reçu un MTV Europe Music Award, un World Music Award, cinq Headies Awards (prix hip-hop), quatre Channel O Music Video Awards et un BET award pour son travail musical, quatre MTV Africa Music Awards, un MOBO award, un KORA award, 3 Afrima Awards, et de nombreuses autres nominations.
En mai 2016, 2Baba a reçu un diplôme honorifique de maîtrise en musique de l'Université Igbinedion, Okada, État d'Edo, Nigeria. En mars 2019, il a été nommé membre honoraire de l'école de musique par le département de musique de l'université Obafemi Awolowo. Cela fait de lui le premier récipiendaire de ce prix qui lui a été remis lors de la première conférence publique et de la remise de la bourse, le 20 mars 2019. En août 2019, 2Baba a été nommé ambassadeur de la bonne cause pour le Nigerian Stock Exchange (NSE),,.